# Малта (Параиба)
Ма́лта (порт. Malta) — муниципалитет в Бразилии, входит в штат Параиба. Составная часть мезорегиона Сертан штата Параиба. Входит в экономико-статистический микрорегион Соза. Население составляет 5447 человек на 2006 год. Занимает площадь 156,242 км². Плотность населения — 34,9 чел./км².

## Статистика
- Валовой внутренний продукт на 2003 год составляет 11 938 546,00 реалов (данные: Бразильский институт географии и статистики).
- Валовой внутренний продукт на душу населения на 2003 год составляет 2147,22 реала (данные: Бразильский институт географии и статистики).
- Индекс развития человеческого потенциала на 2000 год составляет 0,613 (данные: Программа развития ООН).